# Эта земля моя
«Эта земля моя» (англ. This Land Is Mine) — американский военный художественный фильм 1943 года, снятый режиссёром Жаном Ренуаром.
Премьера фильма состоялась 7 мая 1943 года. Фильм является одной из самых знаковых кинокартин о Второй мировой войне, премьера которого состоялась во время войны.

## Сюжет
Действие фильма происходит во время Второй мировой войны в оккупированной немцами Европе, предположительно Франции.
Главный герой фильма — скромный школьный учитель Альберт Лори, отчаянный трус, который «боится бомбёжек, любит свою старую мать, свои удобства и свой стакан молока, почитает инспектора учебного округа и оккупационные власти…». Он тайно влюблен в свою коллегу Луизу Мартин, помолвленную с коллаборационистом Жоржем Ламбером, инженером железной дороги.
Однажды совершено нападение на майора фон Келлера, командира немецкого военного отряда, дислоцирующегося в их местечке. Альберт арестован как заложник. Его мать подозревает, что брат Луизы, партизан Поль Мартин, был среди совершивших нападение и, чтобы спасти своего сына, сообщает об этом Жоржу, который передаёт информацию о нём в немецкую полицию. Поль при задержании — погибает. Альберт выходит на свободу, а Луиза думает, что это он предал её брата.
Мать сообщает Альберту о случившемся и ищет объяснения у Жоржа, но тот, чтобы не поддаваться давлению со стороны фон Келлера, который хочет заставить его раскрыть имена других молодых членов Сопротивления, кончает жизнь самоубийством. Альбера обвиняют в смерти Жоржа.
Начинается судебный процесс, в ходе которого он находит в себе силы перед лицом неминуемой смерти выступить на суде с пламенной речью, обличающей нацизм, осуждает коллаборационистов, призывает к сопротивление оккупантам, публично открывает свою любовь к Луизе.
Режиссёр Жан Ренуар в своей книге «Моя жизнь и мои фильмы» писал о фильме:

«Эта земля моя» была нашей второй совместной работой с Дадли Николсом. Этот фильм должен был доказать, что оказаться в шкуре гражданина страны, оккупированной врагом, не так просто, как, похоже, считали в Голливуде в 1943 году. Героические суждения эмигрантов мне казались дурным вкусом. Центром голливудского «сопротивления» было кафе «Актеры». Оно принадлежало режиссеру Престону Стэрджесу, щедрость которого была легендарной и который закрывал глаза на неоплаченные счета. Сколько победоносных вылазок против Виши родилось в этом кафе на Сансет-Стрип. Легко быть героем за десять тысяч километров от врага. Герой фильма «Эта земля моя», которого играл Чарлз Лаутон, — законченный трус. Он панически боится немцев и по-своему прав. В отличие от калифорнийских «сопротивленцев» он пытается остаться незамеченным. Он компромитирует себя, спасая жизнь одному участнику Сопротивления, и его, ставшего преодолевшим страх героем, расстреливают немцы. Настоящие герои скромны. Этот фильм был снят в рекордно короткий срок и имел хороший прокат.— Из книги Жана Ренуара "Моя жизнь и мои фильмы"

## В ролях
- Чарльз Лоутон — Альберт Лори
- Морин О’Хара — Луиза Мартин
- Джордж Сандерс — Жорж Ламбер
- Вальтер Слезак — Эрих фон Келлер, немецкий майор
- Кент Смит — Поль Мартин, партизан
- Уна О’Коннор — миссис Эмма Лори, мать Альберта
- Филип Меривэйл — профессор Сорель
- Тёрстон Холл — мэр Анри Манвиль
- Джордж Кулурис — прокурор
- Нэнси Гейтс — Жюли Грант
- Айвэн Эф Симпсон —
- Джон Донат — Эдмунд Лоррейн
- Томми Бонд — студент
- Отто Хоффман — Виктор

## Награды
- В 1944 году фильм стал победителем премии «Оскар» в категории «лучший звук»[1].